# پیتربورو، استرالیای جنوبی
پیتربورو شهری در میانه شمال استرالیای جنوبی در منطقه وت است که درست انتهای بزرگراه بَریر قرار دارد.
در سال ۲۰۰۶ این شهر ۱٬۶۸۹ نفر جمعیت داشته است.

## نگارخانه

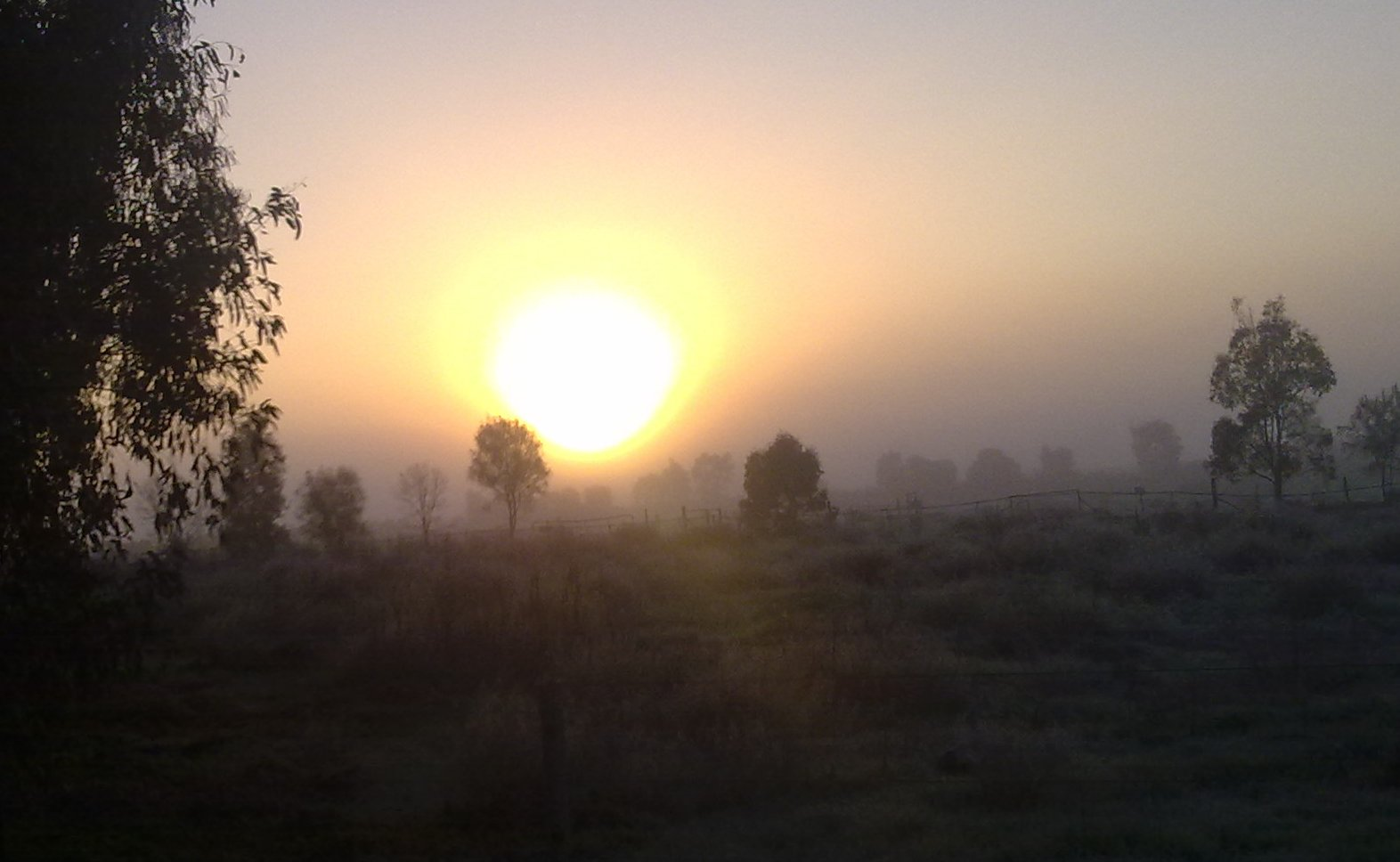